# Strade Bianche (kobiecy) 2016
2. edycja kobiecego wyścigu kolarskiego Strade Bianche odbyła się 5 marca 2016 roku, w Toskanii, we Włoszech. Zwyciężczynią została mistrzyni świata Brytyjka Elizabeth Armitstead, wyprzedzając Polkę Katarzynę Niewiadomą oraz Szwedkę Emmę Johansson.
Strade Bianche był pierwszym w sezonie wyścigiem cyklu UCI Women’s World Tour, będącym serią najbardziej prestiżowych zawodów kobiecego kolarstwa. Zorganizowany został w tym samym dniu co wyścig mężczyzn, lecz na krótszym dystansie.

## Wyniki
| M-ce | Imię i nazwisko      | Kraj              | Drużyna             | Czas       |
| ---- | -------------------- | ----------------- | ------------------- | ---------- |
| 1.   | Elizabeth Armitstead | Wielka Brytania   | Boels Dolmans       | 3h 30' 13" |
| 2.   | Katarzyna Niewiadoma | Polska            | Rabo Liv            | + 3"       |
| 3.   | Emma Johansson       | Szwecja           | Wiggle High5        | + 13"      |
| 4.   | Elisa Longo Borghini | Włochy            | Wiggle High5        | + 1' 04"   |
| 5.   | Anna van der Breggen | Holandia          | Rabo Liv            | + 1' 07"   |
| 6.   | Megan Guarnier       | Stany Zjednoczone | Boels Dolmans       | + 1' 07"   |
| 7.   | Annemiek van Vleuten | Holandia          | Orica-AIS           | + 1' 13"   |
| 8.   | Claudia Lichtenberg  | Niemcy            | Lotto–Soudal Ladies | + 1' 17"   |
| 9.   | Lauren Kitchen       | Australia         | Hitec Products      | + 1' 17"   |
| 10.  | Leah Kirchmann       | Kanada            | Liv–Plantur         | + 1' 21"   |
|      |                      |                   |                     |            |
| 13.  | Małgorzata Jasińska  | Polska            | Alé Cipollini       | + 1' 29"   |
| DSQ  | Eugenia Bujak        | Polska            | BTC City Ljubljana  | + 14'14"   |
| DNF  | Anna Plichta         | Polska            | BTC City Ljubljana  | –          |